# Nyctemera nigrovenosa
Nyctemera nigrovenosa är en fjärilsart som beskrevs av F.Moore 1879. Nyctemera nigrovenosa ingår i släktet Nyctemera och familjen björnspinnare. Inga underarter finns listade i Catalogue of Life.